# Langenbach (Langenweißbach)

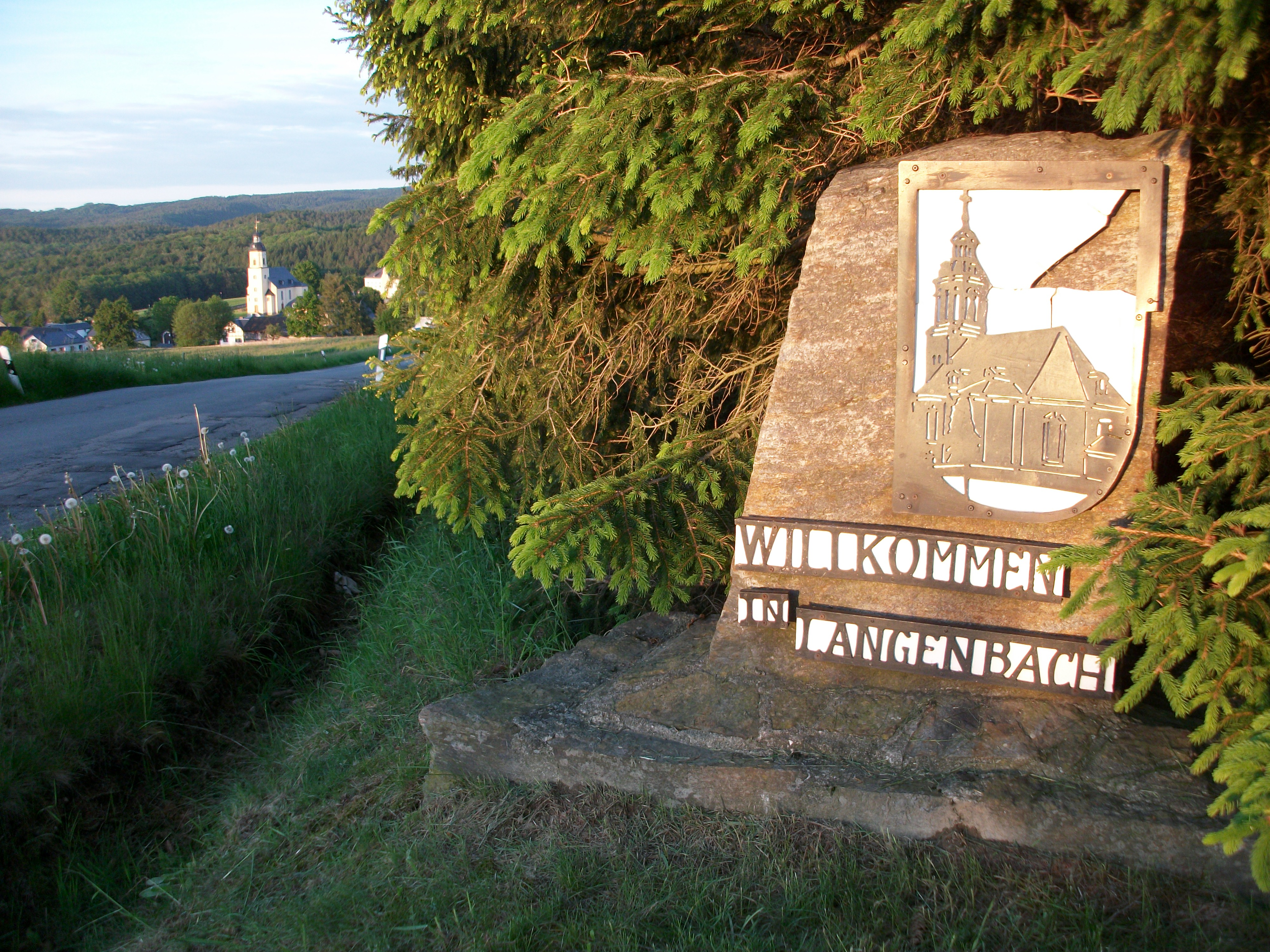
Willkommenstafel von Langenbach

Das Dorf Langenbach bildet zusammen mit den Siedlungen Lerchenberg, Neudörfel und Fährbrücke den gleichnamigen Ortsteil der erzgebirgischen Gemeinde Langenweißbach im Landkreis Zwickau, welche 1996 aus der Fusion der Gemeinden Weißbach und Langenbach entstand.

## Geografie

### Geografische Lage
Langenbach liegt im westlichen Erzgebirge an der Zwickauer Mulde, in welche auch der Langenbacher Bach mündet. Der höchste bewohnte Punkt des Kerndorfes befindet sich am „schneeberger Berg“ mit etwa 450 m ü. NHN.

### Nachbarorte
| Grünau (Langenweißbach)   |                                             | Stein (Hartenstein)        |
| Weißbach (Langenweißbach) | Kompassrose, die auf Nachbargemeinden zeigt | Wildbach (Aue-Bad Schlema) |
|                           | Stadt Schneeberg                            |                            |

### Aufbau des Ortsteils
Langenbach ist (neben Weißbach und Grünau) einer der drei offiziellen Ortsteile der Gemeinde Langenweißbach im Erzgebirge. Neben dem Dorf Langenbach selbst gehören auch einige Gebäude rund um den Bahnhof Fährbrücke sowie die Siedlungen Lerchenberg und Neudörfel zum Ortsteil, wobei letztere über eine eigene Gemarkung verfügt. Unterhalb des Kernortes liegen nördlich der Mulde noch einige Häuser nahe der ehemaligen Wildenfelser Papierfabrik (kurz: Wipa), welche ebenfalls zum Ortsteil gehören, jedoch auf Straßen nur über anderes Gemeindegebiet erreichbar sind, da Flur und Wald um den Sportplatz von Langenbach zum Stadtgebiet von Hartenstein gehören. In der Nähe des Ziegelteiches im Forstgebiet der Stadt Schneeberg befinden sich ebenfalls einige Häuser, welche als Teil des Ortsteils Langenbach ausgewiesen sind und mit etwa 540 m ü. NHN den höchsten bewohnten Punkt des gesamten Ortsteils ausmachen.

### Ortsteile der ehemaligen Gemeinde Langenbach
- Langenbach
- Lerchenberg
- Neudörfel (teilweise)
- Grünau (ab 1952)

## Geschichte

### Gründung bis Ende des Zweiten Weltkrieges
Die Gründung Langenbachs fand vermutlich zwischen den Jahren 1170 und 1205 statt. Bis zum Jahre 1250 gehörte das Dorf zur Herrschaft Isenburg und war damit ein Kolonialgebiet der Vögte von Weida. Nach Zerstörung der Isenburg im 14. Jahrhundert war Langenbach zur Herrschaft Stein zugehörig. 1406 war Langenbach ein Lehensdorf. Der Pfandbesitz lag bei der Grafschaft Hartenstein. 1439 wurde Langenbach schönburgisch. 1689 erfolgte die Trennung der Kirchenbücher von Langenbach und Wildbach. Die Bahnstrecke Zwickau-Schwarzenberg wurde 1858 eröffnet. Damit erhielt Langenbach die Bahnstation Fährbrücke. 1904 wurde das Gebiet der Wildenfelser Papierfabrik (Wipa) der Gemarkung Langenbach zugeschlagen. 1931 wurde ein Stauteich zum Freibad Langenbach (heute Waldbach Langenbach) umgebaut.

### Nach 1945
1946 wurden von der Wismut AG Probebohrungen in Langenbach durchgeführt. 1953 wurde die bis dahin eigenständige Gemeinde Grünau nach Langenbach eingemeindet. Ab 1958 fanden Gründungen von Landwirtschaftlichen Produktionsgenossenschaften (LPG's) in Langenbach und Grünau statt. 1967 wurde die Verbindungsstraße nach Weißbach gebaut. 1993 bis 1995 fanden im Ort Langenbach große Umbauarbeiten statt. 1996 vereinigten sich die Gemeinden Langenbach und Weißbach zur Einheitsgemeinde Langenweißbach.

### Entwicklung der Einwohnerzahlen der Gemeinde Langebach
| Jahr | Anz. Einwohner                              |
| ---- | ------------------------------------------- |
| 1599 | 030 besessene Mann                          |
| 1750 | 021 besessene Mann, 05 Gärtner, 010 Häusler |
| 1834 | 283                                         |
| 1871 | 562                                         |
| 1890 | 570                                         |
| 1910 | 1149                                        |

| Jahr | Anz. Einwohner |
| ---- | -------------- |
| 1925 | 1217           |
| 1939 | 1204           |
| 1946 | 1304           |
| 1950 | 2135           |
| 1964 | 2152           |
| 1990 | 1886           |
| 2011 | 990            |

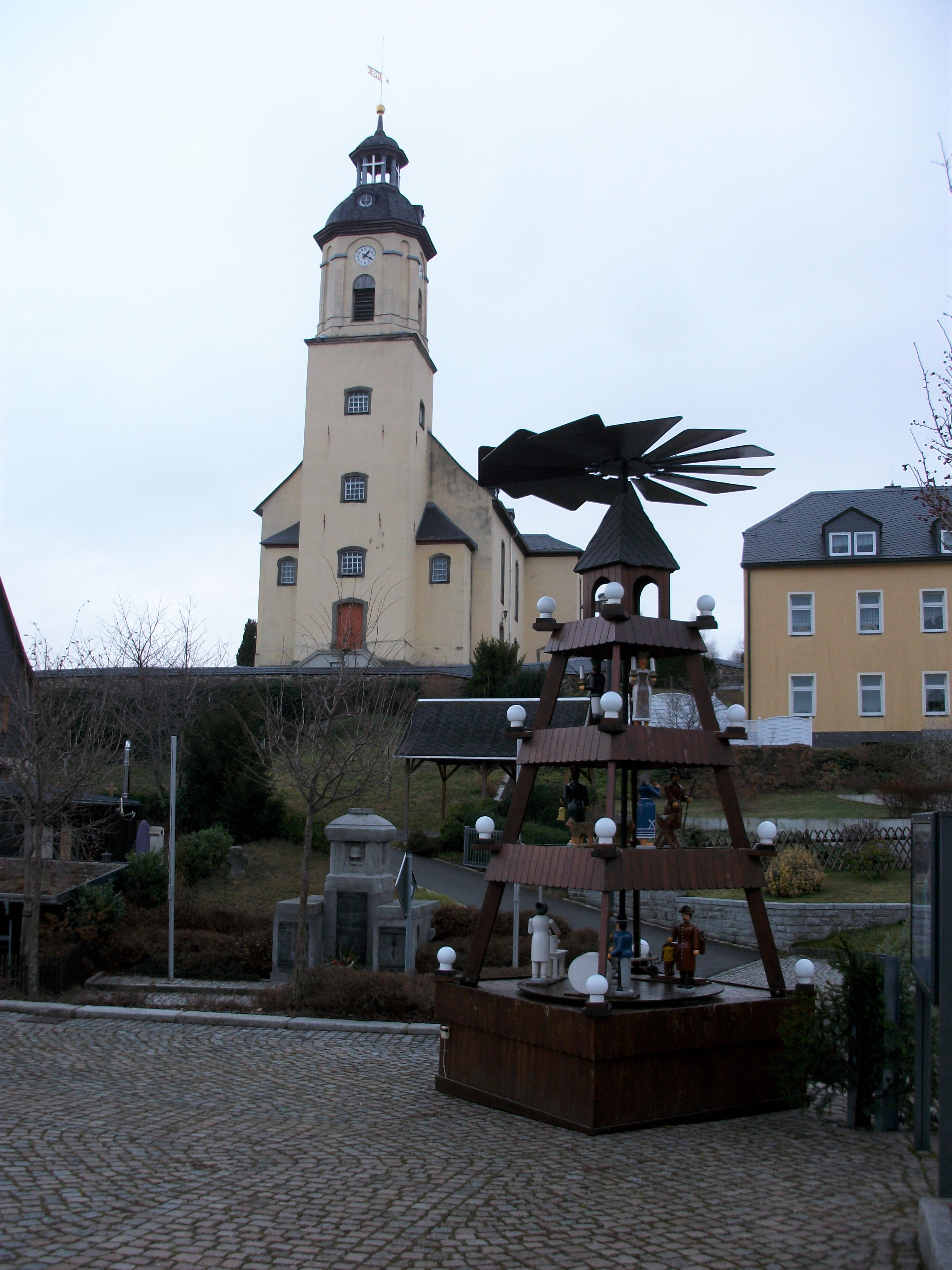
Ortskern von Langenbach mit Pyramide

1751 sowie ab 1910 wurden die Einwohner der zur Gemeinde Langenbach zugehörigen Ortsteile ebenfalls als Einwohner Langenbachs gezählt. Die Zahl von 2011 ist davon ausgenommen.

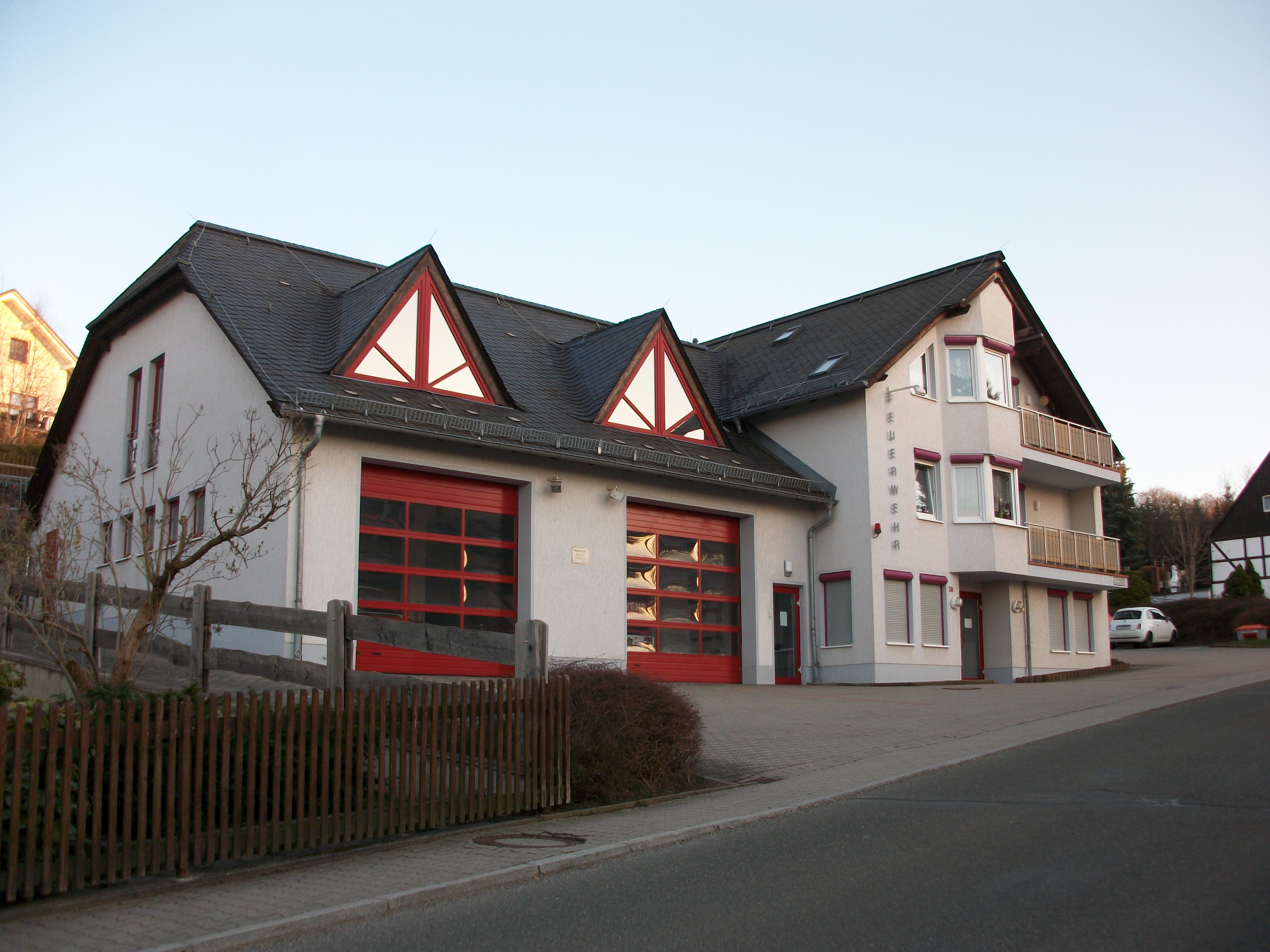
Freiwillige Feuerwehr Langenbach

### Kirche
Seit 2006 gehört die Kirchgemeinde Langenbach zur neu gegründeten Kirchgemeinde Langenweißbach im Kirchenbezirk Zwickau.

## Kultur und Sehenswürdigkeiten

### Öffentliche Einrichtungen
Die Gemeindeverwaltung Langenweißbachs befindet sich im Ortsteil Langenbach. In Weißbach befindet sich eine Außenstelle.

### Schule in Langenbach
1588 erhielt Langenbach erstmals eine Schule. Durch die Vereinigung mit der Gemeinde Weißbach wurde beschlossen, dass die gemeinsame Grundschule der Gemeinde die im Ortsteil Weißbach werden soll. Im Zuge dessen wurde die Grundschule in Langenbach geschlossen. Im Gebäude der ehemaligen Grundschule Langenbach befindet sich aktuell ein FÖJ-Wohnheim. Die am Gebäude befindliche Turnhalle wird vom SV Rotation Langenbach e.V. (Abteilungen Tischtennis und Kraftsport) genutzt.